# Стшебеліно
Стшебеліно (пол. Strzebielino) — село в Польщі, у гміні Ленчиці Вейгеровського повіту Поморського воєводства.
Населення — 2945 осіб (2011).
У 1975—1998 роках село належало до Гданського воєводства.

## Демографія
Демографічна структура станом на 31 березня 2011 року:
|          | Загалом | Допрацездатний вік | Працездатний вік | Постпрацездатний вік |
| -------- | ------- | ------------------ | ---------------- | -------------------- |
| Чоловіки | 1498    | 396                | 1019             | 83                   |
| Жінки    | 1447    | 382                | 899              | 166                  |
| Разом    | 2945    | 778                | 1918             | 249                  |